# Vegueria francesa
La vegueria francesa és la representació que històricament tenia el rei de França o el president de la República Francesa a Andorra, com a cosenyor d'aquest país. L'altre cosenyoriu, el del bisbe d'Urgell, era representat per la vegueria episcopal. Amb la Constitució andorrana (1993) aquesta figura institucional va ser suprimida, i actualment hi ha una simple representació de la presidència de la República Francesa.

## Veguers
| Inici | Fi   | Nom                                    | Notes                                                                  |
| ----- | ---- | -------------------------------------- | ---------------------------------------------------------------------- |
| 1144  | 1185 | Ramon de Falguera                      | [ 1 ]                                                                  |
| 1201  | ?    | Ramon de Carmanill                     | [ 1 ]                                                                  |
| ?     | 1278 | ?                                      |                                                                        |
| 1278  | 1302 | Roger Bernat III de Foix               | [ 2 ]                                                                  |
| 1302  | 1315 | Gastó I de Foix                        |                                                                        |
| 1315  | 1343 | Gastó II de Foix                       |                                                                        |
| 1343  | 1391 | Gastó III de Foix                      |                                                                        |
| 1391  | 1398 | Mateu I de Foix                        |                                                                        |
| 1398  | 1412 | Isabel de Foix                         |                                                                        |
| 1412  | 1436 | Joan I de Foix                         |                                                                        |
| 1436  | 1472 | Gastó IV de Foix                       |                                                                        |
| 1472  | 1482 | Francesc I Febus, rei de Navarra       | [ 3 ]                                                                  |
| 1483  | 1516 | Caterina I de Navarra                  |                                                                        |
| 1516  | 1555 | Enric II de Navarra                    |                                                                        |
| 1555  | 1572 | Joana III de Navarra                   |                                                                        |
|       |      |                                        |                                                                        |
| 1615  | 1615 | Noble Jean de Prétiane                 | fill del noble Guilhem de Prétiane                                     |
| 1618  | 1628 | Noble Guillaume de Prétiane            |                                                                        |
| 1628  | 1632 | Noble Jean de Prétiane                 | Senyor de Fontfroide d'Acs                                             |
| 1650  |      | Guillaume de Prétiane                  |                                                                        |
| 1667  |      | Noble Jerôme Fournier                  | Senyor de Garanou                                                      |
| 1702  | 1755 | François de Moreau                     | Co-senyor d'Orlun                                                      |
| 1759  |      | Louis Gaspard de Sales                 | Marquès de Gudanes                                                     |
| 1760  |      | François de Moreau                     | Co-senyor d'Orlun                                                      |
| 1780  | 1783 | Louis Auguste Le Tonnelier de Breteuil |                                                                        |
| 1788  | 1791 | Joseph Bonifaci Goma Montou            |                                                                        |
| 1792  | 1806 | [vacant]                               |                                                                        |
| 1806  | 1820 | Joseph Pilhes, La Beaumelle            |                                                                        |
| 1820  | 1835 | Pierre de Roch de Roussillou           |                                                                        |
| 1835  | 1867 | Lucien de Saint-André                  |                                                                        |
| 1867  | 1880 | Henri de Foix                          |                                                                        |
| 1880  | 1882 | Comte Joseph-Léopold de Foix–Fabas     | Conseller general de l'Arièja                                          |
| 1882  | 1882 | Mancini                                |                                                                        |
| 1882  | 1882 | Comte Joseph-Léopold de Foix–Fabas     |                                                                        |
| 1882  | 1886 | Bonaventura Vigo                       | Alcalde de Sallagosa                                                   |
| 1886  | 1887 | Jacques-Emmanuel Varenne               |                                                                        |
| 1887  | 1933 | Charles Romeu                          |                                                                        |
| 1933  | 1937 | Henri Samalens                         | Mort en el càrrec                                                      |
| 1937  | 1940 | Jean-Baptiste Laumond                  | Alcalde d'Obasina                                                      |
| 1940  | 1944 | Jules Lamastres                        |                                                                        |
| 1944  | 1945 | Robert Barran                          |                                                                        |
| 1945  | 1947 | Baró Georges Degrand                   | Ministre plenipotenciari                                               |
| 1947  | 1952 | André Bertrand                         |                                                                        |
| 1952  | 1956 | Guy Menant                             | Ministre plenipotenciari                                               |
| 1956  | 1958 | Yves Michel                            |                                                                        |
| 1958  | 1961 | Jean Lafon de Lageneste                |                                                                        |
| 1961  | 1964 | Étienne Vaysset                        |                                                                        |
| 1964  | 1970 | Roger Vicenot                          |                                                                        |
| 1970  | 1972 | Hubert Dubois                          |                                                                        |
| 1972  | 1977 | Claude-François Rostain                |                                                                        |
| 1977  | 1980 | André Prunet-Foch                      |                                                                        |
| 1980  | 1982 | René Lalouette                         |                                                                        |
| 1982  | 1984 | Henri Benoît de Cognac                 |                                                                        |
| 1984  | 1989 | Louis Deblé                            |                                                                        |
| 1989  | 1993 | Jean-Pierre Courtois                   | Amb la constitució andorrana del 1993, desapareix la figura del veguer |